# Body Area Network
Wireless Body Area Network (WBAN) ist ein spezialisiertes Netzwerkkonzept im Rahmen des Standards IEEE 802.15 (WPAN, Wireless Personal Area Network) für eine einzelne Person als Träger von Kommunikationsgeräten. Mit diesem Konzept wird eine Anbindung von am Körper getragenen medizinischen Sensoren und Aktoren erreicht, wobei in ein Netzwerk jeweils nur die Geräte genau eines Trägers einbezogen werden. Aktoren müssen nach den Regeln für Medizingeräte zugelassen sein.

## Übertragungsverfahren
Die benutzten Übertragungsverfahren setzen wegen der kurzen Reichweite und der geringen Durchdringung des Körpers meist Mikrowellen 2,45 GHz bei geringen Sendeleistungen bis 10 mW ein, was völlig unbedenklich benutzt werden kann. Das gängigste Übertragungsverfahren setzt auf die Bluetooth-Standards ab Version 2.1. Andere Übertragungsverfahren werden im Sport eingesetzt. Grund war zunächst der hohe Batterieverbrauch und der träge Verbindungsaufbau mit Bluetooth, der erst ab der Version V4.0 Low Energy ein neues und mit den anderen Verfahren wettbewerbsfähiges verbindungsloses Leistungsmerkmal bietet.

## Geschichte
Zunächst wurde das drahtgebundenen Body Area Network (BAN) für Datenerfassung in der Telemedizin im Gesundheitswesen und für verwandte Wellness-Anwendungen entworfen. Die drahtlose Weiterentwicklung Wireless Body Area Network (WBAN) als Ad-hoc-Netzwerk für körpernahe Datenerfassung entspricht in der Funktion dem BAN mit dem Unterschied, dass die Körper-Sensoren drahtlos als Funk-Sensoren arbeiten. Insbesondere der administrative Aufwand ist gering und die Komponenten damit auch für Laien gut zu handhaben.
Die Grundlagen und ersten Schritte eines BAN, welches das kapazitive Nahfeld der Haut für die Datenübertragung nutzt, wurden bereits 1995 am MIT Media Lab unter anderem durch Thomas G. Zimmermann, David Allport und Neil Gershenfeld erforscht und veröffentlicht.
Für die Anwendung im medizinischen Bereich erfolgten seit 1998 beispielsweise bei der Fraunhofer-Gesellschaft weitere Entwicklungen dieses Netzwerkkonzepts. Daraufhin wurde im Jahr 2001 ein erster, funktionsfähiger Prototyp zu dem Body Area Network erstellt. Dieser wurde auf der MEDICA 2001 sowie auf der MEDTEC 2002 und CeBIT 2002 der Öffentlichkeit vorgestellt.
Von 2004 bis 2006 wurde im vom Bundesministerium für Wirtschaft und Technologie geförderten BASUMA-Projekt eine System-on-a-Chip (SoC) – Lösung entwickelt.
Eine Weiterentwicklung wird seit Februar 2005 durch die japanische Forschungseinrichtung NTT unter dem Namen RedTacton betrieben.

## Vorteile
Die meist verwendete Frequenz um 2,45 GHz ist für den Einsatz am menschlichen Körper gewählt. Die Sendeleistung ist gering. Die dadurch gegebene Reichweite beträgt etwa einen Meter – exakt der Bereich eines körpernahen Netzes.
- internationale Zulassungsfreiheit der Funkübertragung
- geringe Sendeleistung mit geringer Durchdringung des Körpers
- selbstkonfigurierendes weitgehend administrationsfreies Funknetzwerk
- miniaturisierte Bauform
- minimaler Stromverbrauch und geringes Störpotential
- schneller Aufbau der Übertragung, verbindungslose Übertragung möglich
- standardisierte medizinische Gerätekommunikation
- große Robustheit in Bewegung und einfache Handhabung für Laien

Der Datenübertragungskanal wird von der Basisstation festgelegt. Sie entscheidet auch, wann ein Kanalwechsel stattfindet, z. B. wenn eine Übertragung mehrere Male hintereinander gestört war.
Für die Übertragung von privaten und vertraulichen Daten sind Mechanismen zur Verschlüsselung vorgesehen.

## Anwendungen
Die Anwendungsmöglichkeiten von BANs, bzw. WBANs sind sehr vielfältig. So werden diese z. B. für die Erfassung von Körperfunktionen wie für Blutdruck und Puls, EEG und EKG eingesetzt. Auch eine Überwachung von vorhandenen Implantaten gehört zu den Anwendungsgebieten. Die erfassten Werte können für die unterschiedlichsten Dienste genutzt werden, so für die Behandlung chronischer Erkrankungen, für medizinische Diagnosen, die Patientenüberwachung und die Überwachung biometrischer Daten.

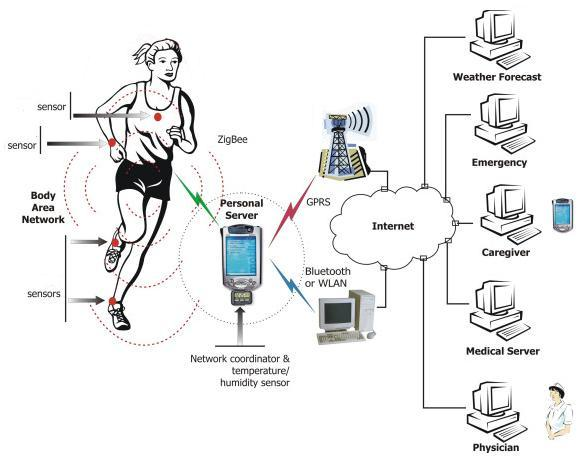
Body Area Network

Die Anwendungen eines Body Area Network  oder auch Body Sensor Network sind vielseitig:
- Einbau in Funkhörgeräte
- Integration in Pulsmesser beim Jogging
- Kommunikation in Flugzeugen oder Raumschiffen
- Kommunikation im Krankenhaus
- Patientenüberwachung zu Hause (postoperative Betreuung)
- Überwachung von Säuglingen
- Untersuchung in Schlaflaboren
- Vernetzung von Komponenten tragbarer Unterhaltungselektronik

Neben Audio- und Video-Daten messen die für überwiegend medizinische Anwendungen eingesetzten, am Körper angebrachten Sensoren üblicherweise einige der folgenden Vitalwerte:
- Blutdruck
- Blutzucker
- EKG
- Puls
- Sauerstoffsättigung